# Santuário de Santo André de Teixido
O santuário de Santo André de Teixido é uma capela situada na paróquia de Teixido, na parte leste do concelho de Cedeira. É um famoso lugar de peregrinação, e segundo o ditado popular "vai de morto quem não foi de vivo". A romaria principal se dá todo dia 8 de setembro, dia da Virgem dos Milagres, ainda que ao longo do ano se celebrem outras menos concorridas, como a do 30 de novembro, dia de Santo André, mais litúrgica. Carregado de forte significação antropológica, do ponto de vista artístico o mais notável são os reredos barrocos.
Considera-se que a peregrinação a esta localidade data da Idade do Ferro, mas o primeiro registro de que haja constância é do ano de 1391. Também foi citada pelo Padre Sarmiento em seu livro Viaje a Galicia (1754-1755), depois de tê-la visitado. Ao longo de todos estes séculos várias tradições foram forjadas ao redor deste culto, já formando parte de sua lenda.

## Lenda do santuário
Há uma lenda de clara origem popular que explica as origens do santuário. A lenda parte sempre da chegada de Santo André ou dos seus restos a este ponto da geografia galega. Neste ponto a lenda separa-se em duas versões, na primeira, Santo André queixa-se ao Nosso Senhor do afastado e montesinho do sítio que vai fazer que nenhum romeiro se aproxime até tão longe, ao que Cristo responde: Fique aqui, Santo André,/que de mortos ou de vivos/todos te virão ver. Noutra versão, Santo André compara-se com seu companheiro de apostolado, São Tiago, que tem templo grande, caminho de reputado e milhares de romeiros, enquanto que ele apenas tem fiéis que lhe rezem. Também neste caso o Senhor promete compensar-lhe o suposto ultraje assegurando-lhe que hão-de ir de mortos os que não foram de vivos.

## Peregrinação
Os romeiros tinham o costume de botar uma pedra nos moledros situados em ambos os dois lados do caminho (contam-se até vinte moledros entre o lugar de Veriño de Abaixo e Teixido). As pedras do moledro diz a lenda que "falaram" no Juízo Final para dizer quem cumpriu com a promessa de ir a Santo André.
A peregrinação a Teixido considera-se que se deu já a partir da Idade do Ferro, quando a cultura castreja. Porém, o primeiro registo da existência de peregrinação dá-se no ano de 1391, no testamento duma senhora de Viveiro, que diz "mando ir por mim em romaria a Santo André de Teixido, porque lho tenho prometido, e que lhe ponham no altar uma vela do tamanho de uma mulher do meu estado".
Curiosamente, na zona de Cotobade, a Via Láctea é chamada de "Caminho de Santo André", e afirma-se que termina acima da capela do santuário.
Segundo a descrição de Otero Pedrayo:
No santuário do Santo André não rezaram bispos nem reis. Carlos Magno não chegou a molhar a sua barba florida nestas águas batidas por ventos infinitos do mar e espírito longínquo. Ninguém pensou em afirmar os caminhos, nem em botar arcos de ponte p'rós peregrinos de Santo André. É um culto galego e marinho. Galego no senso do povo, de capa social apegada ao granito e ao quadro.

## O templo

### História
A capela encontra-se situada na serra da Capelada, perto das falésias sobre o mar.
O Pai Sarmiento refere-se no ano 1703 a esta igreja como pequena, velha e indigna na que, excepto o retábulo, não existia adorno algum.
O templo tem a sua origem num mosteiro do que se tem constância da sua existência desde o século XII, sob a proteção dos condes de Trava. Em 1196 foi entregue à Ordem de São João de Jerusalém, que tinham a sua base em Portomarín. Tempo mais tarde, o templo passou às mãos dos Andrade de San Sadurniño (família da que se conservam os seus escudos na fábrica, junto com a cruz dos cavaleiros de Jerusalém e a legenda "D SAN IVAN").
Esta dupla dependência do santuário configurou-se como uma fonte de conflitos para o controlo das ganâncias romeiras, como o longo litígio pelos dízimos entre os Andrade e o priorado de Portomarín. Contraditoriamente esta instabilidade coincidiu com uma bonança económica do santuário materializada na construção do retábulo barroco em 1624, chegando à reedificação do presbitério em 1665 e da nave em 1785.

#### Descrição
Atendendo a sua estrutura trata-se dum templo gótico de tipologia marinheira. O elemento que conserva mais antigo é o arco triunfal, de tipo apontado.
As partes mais antigas correspondem à época dos Andrade: a abside que era inicialmente abobadada e a porta lateral composta por um arco conopial de tipo isabelino (próprio do gótico tardio), e que deveu de servir de porta principal do templo desde o século XV ao XVIII.
Este desenho foi complementado com a construção da nova fachada e a torre campanário, terminada em 1781 graças ao aumento dos benefícios produto do auge romeiro da época.
No ano 1970 descobriram-se pinturas murais com a representação do martírio de Santo André.

## Lendas e tradições

### A alma do morto levada por familiares
O que se ofereceu a Santo André e não foi de vivo, deve ir de morto, e para isso um jeito de cumprir com a romaria é com a ajuda dos seus familiares vivos (normalmente dois) acompanhando a alma do morto. Antes de começar a peregrinação, os parentes vão ao cemitério onde se encontra a tumba do defunto, para convidar ao espírito do morto a fazer a viagem com eles.

### O pão de Santo André
Com miolo do pão fazem-se "sanandresiños", figuras representativas da romaria. Inicialmente havia três figuras: um homem, uma mulher e uma pomba. Hoje em dia são cinco as figuras representadas e são:
- A mão: protecção para o amor, as boas companhias e a amizade.
- O peixe: protecção para o trabalho e o sustento.
- A barca: protecção  para as viagens, a casa e os negócios.
- O santo: protecção para a saúde física e mental e a boa convivência.
- O pensamento: protecção para os estudos, as provas e o sentido comum. Eficaz contra a inveja e o mal de olho.

### A fonte dos três canos
A fonte dos três canos, ou "fonte do santo", consultavam-lhe sobre se Santo André concederia ou não o que se lhe pedia. Para isso, botava-se uma migalha de pão. Se flutuava, era porque o santo atenderia a súplica. Se alagava, não havia esperança.
Segundo outra versão, se a migalha de pão flutuava, o interessado regressaria de novo a Santo André.

### A erva-de-namorar
A erva-de-namorar (Armeria pubigera) dá-se nos arredores de Teixido, e dizem ser boa para solucionar os problemas de amores.

### O ramo
Uma das tradições consiste em voltar da romaria com o ramo de Santo André. O ramo consiste numa vara de aveleira e, atados nela, vários raminhos de teixo. Ao ramo também se lhe põe algo de "erva-de-namorar".

## Cantigueiro ao Santo André
- A San Andrés de Teixido/ fun coa cesta na cabeza,/ fun por mar e vin por terra/ o santiño mo agradeza.
- Fun ó santo San Andrés/ alá no cabo do mundo;/ sólo por te ver, meu santo,/ tres días hai que non durmo.
- Fun ó santo San Andrés,/ fun alá e hei volver,/ quedoume a ñima mantilla/ no seu altar por coller.
- Fun ó santo San Andrés/ fun coa miña empanada,/ anque o santo é milagreiro/ é amigo da fuliada.
- Indo para San Andrés/ seica me veu un agoiro,/ non puiden levar a pedra/ ó primeiro amilladoiro.
- Meu divino San Andrés/ este ano alá non vou,/ pola falta de diñeiro/ moita xente se quedou.
- Meu divino San Andrés,/ tellas do voso tellado,/ elas de lonxe parecen/ ouro fino amartelado.
- Meu señor San Andresiño/ que está na alta ribeira,/ véñolle pedir, meu santo,/ a salvación verdadeira.
- Meu señor San Andresiño/ que estás na alta montaña,/ este ano vin, solteira,/ pro o que vén virei casada.
- O divino San Andrés/ mandou empedrar o mar/ para que os seus romeiriños/ o foran a visitar.
- O San Andrés de Teixido/ está dereito na porta/ mirando para os romeiros/ como lle baixan a costa.
- Pasei a ponte do Porco,/ paseille a man polo lombo,/ meu divino San Andrés/ o voso camiño é longo. [10]

## Galeria
- Entrada ao santuário de Santo André de Teixido.
- Igreja de Santo André de Teixido.
- Interior da Igreja.
- Descendo as falésias em Santo André.
- O lugar.
- Santuário.
- Cruzeiro no adro.
- Detalhe do cruzeiro.
- Santo André de Teixido.